# Bandera de la República Socialista Soviética de Armenia
La bandera de la República Socialista Soviética de Armenia fue adoptada el 17 de diciembre de 1952 por el gobierno de la RSS de Armenia. Es una modificación de la bandera nacional de la URSS.

## Descripción
La bandera de la República Socialista Soviética de Armenia se presenta como un paño rectangular de color rojo con una franja azul marino en el centro (la cual representa el cielo), con el martillo y la hoz dorados, y la estrella con bordes dorados en la parte superior del cantón.

## Historia
La primera bandera de la RSS de Armenia fue introducida en la constitución, adoptada el 2 de febrero de 1922 por el primer Congreso de Sóviets de la RSS de Armenia. Aquella bandera existió solo un mes, porque el 12 de marzo se unió con la RSS de Georgia y la RSS de Azerbaiyán bajo la RSFS de Transcaucasia, la cual se volvió a dividir en tres repúblicas en 1936.
Entre 1936 y 1952, la bandera era roja con la hoz y el martillo de oro en la esquina superior izquierda. Los caracteres armenios HSSR (por Haykakan Sovetakan Sotsialistakan Respublika) en oro aparecen debajo del martillo y la hoz.
En 1922, la bandera era la misma de 1936 y 1952, pero sin el martillo y hoz, y con los caracteres cirílicos ССРА (RASS) en su sitio.
La bandera de 1952 se basó en la tricolor de 1918, bandera de la República Democrática de Armenia.

## Banderas históricas

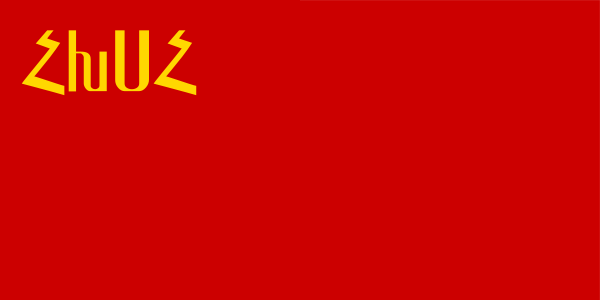
Bandera de la RSS de Armenia (1920-1922)
Bandera de la RSS de Armenia (febrero a marzo de 1922)
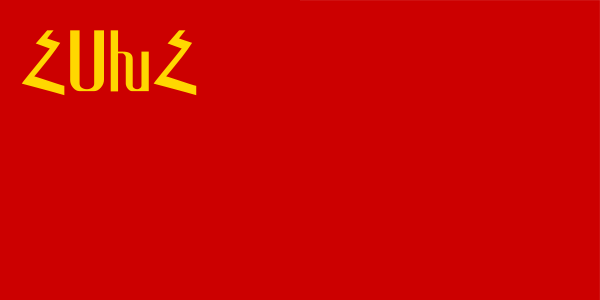
Bandera de la RSS de Armenia (1922-1936)
Bandera de la RSS de Armenia (1936-1940)
Bandera de la RSS de Armenia (1940-1952)